# Terminologie
Cuvântul „terminologie” are două accepțiuni. Pe de o parte denumește totalitatea termenilor de specialitate folosiți într-un anumit domeniu al cunoașterii: științific, tehnic, artistic etc., pe de altă parte înseamnă studiul termenilor de specialitate, deci constituie o ramură a lingvisticii.
O terminologie ca, de exemplu, vocabularul juridic, reprezintă „un ansamblu de termeni sau cuvinte specializate aparținând unui sociolect, care se caracterizează prin univocitate și non-ambiguitate”.

## Terminologia ca ansamblu de termeni de specialitate
Fiecare domeniu al cunoașterii își are propria terminologie, dar nu orice cuvânt face parte dintr-o terminologie, ci numai din limba comună. Există însă multe cuvinte care aparțin și limbii comune, și unei terminologii. De exemplu, cuvântul „clădire” este un substantiv din limba comună, dar și un termen din domeniile arhitectură, construcții, inginerie și piață imobiliară.
Se poate vorbi și despre terminologie proprie unui autor, unui gânditor sau unui curent de gândire, de exemplu kantiană, marxistă etc.

## Terminologia ca ramură a lingvisticii
„Terminologul repertoriază termenii specifici unui anumit domeniu de activitate, îi definește și le caută echivalenți. De asemenea, definește termenii folosiți pentru întreprinderi, baze de date, glosare, dicționare și lexicoane, cu scop de standardizare.”.
Terminologii aplică în munca lor cunoștințe de lingvistică în general, de semantică și etimologie în special, pe lângă cunoștințele din domeniul a cărui terminologie o studiază.
În unele țări există reglementări precise privitoare la terminologiile diferitelor domenii. De exemplu, în Franța, există în cadrul fiecărui minister o comisie de terminologie, care fixează liste de termeni de referință și propune echivalenți francezi pentru termenii străini. Aceste propuneri sunt publicate în Journal officiel (echivalentul Monitorului Oficial din România) și devin recomandări pentru populație și întreprinderi, iar folosirea lor este obligatorie în contractele încheiate de persoanele juridice.

## Baze de date terminologice
Există baze de date cu terminologiile recomandate de organisme oficiale în Belgia, cu traducerea termenilor în engleză, flamandă și germană, sau în Québec (Canada), cu termenii echivalenți în engleză.
Alte baze de date sunt multilingve, cum este cea a ONU sau cea a Uniunii Europene.